# Unitarian Service Committee
Das Unitarian Service Committee (USC) war eine US-amerikanische Hilfsorganisation, die ab 1940 europäischen Flüchtlingen half, vor der Verfolgung durch die Nazis zu fliehen.

## Geschichte des USC
Das USC wurde im Mai 1940 in Boston von Unitariern gegründet. Der erste Direktor und Geschäftsführer war Charles Rhind Joy (1895–1978). „Das Unitanan Service Committee (USC) war eine von mehreren amerikanischen christlichen Organisationen, die Flüchtlingen, meist Christen, während der Nazizeit halfen. Obwohl das USC ähnlich dem American Friends Service Committee der Quäker gestaltet war, unterschied es sich von diesem in seiner Ablehnung der Neutralität und brachte offen seine Unterstützung für die alliierte Sache zum Ausdruck. Trotz seines späten Beginns (1940) in der Überseearbeit war das USC sehr energisch und kreativ bei der Hilfe für Flüchtlinge.“
In Europa wurde das USC von 1941 bis 1944 vom Standort Lissabon aus unter der Regie von Robert Cloutman Dexter (1887–1955) geführt. Nach Haim Genizi war das USC dort das einzige Hilfswerk, das sich auf die Betreuung illegaler Flüchtlinge spezialisiert hatte.
Dexter arbeitete ab 1942 auch für das Office of Strategic Services (OSS).
1942 wurde der Sitz des Führungsbüros nach Genf verlegt, wo das USC von Noel Haviland Field geleitet wurde. Das Symbol des USC, ein Kelch mit einer brennenden Flamme, wurde 1941 von dem österreichischen Künstler Hans Deutsch erschaffen.
Nach dem Ende des Zweiten Weltkriegs beteiligte sich das USC an den Hilfslieferungen für das besetzte Deutschland im Rahmen der Arbeit des Council of Relief Agencies Licensed to Operate in Germany (CRALOG). Als Verbindungsmann des USC zum CRALOG fungierte der in die USA emigrierte Hermann Ebeling, der nach seinem Dienst in der US-Army von 1946 bis 1949 Assistant Director des USC war, und 1946/1947 in Mainz als CRALOG-Repräsentant für die französische Besatzungszone arbeitete.

1949 gründete das USC einen Deutschland-Ausschuss, dem neben vielen anderen personen William Dieterle, Lion Feuchtwanger, Leonhard Frank und Fritz von Unruh. Ein erster Aufruf vom Mai 1949 geht von einer schonungslosen Analyse der sozialen Lage in Deutschland nach der Währungsreform aus. 

„Es gibt Hunderttausende von Kriegsversehrten und von koerperbeschaedigten Opfern der Bombenengriffe, Verstuemmelte, Krueppel und Blinde, die eine drueckende Last fuer sich selbst und die schwer geplante Gemeinschaft ihres Volkes sind. Unter den 12/13 Millionen Vertriebener befinden sich ungezaehlte Waisenkinder. Elternlose Jugendliche stroemen taeglich vom Osten ueber die Zonengrenze in den uebervoelkerten Westen. Ohne Heim, ohne Pflege, ohne Liebe sind sie in Gefahr, voellig zu verwahrlosen; jetzt bevoelkern sie den schwarzen Markt, morgen werden sie ein Heer von Verbrechern bilden. Es ist nicht ihre schuld. Sie sind die unschuldigen Opfer einer Welt, die ohne ihr Zutun aus den Fugen geraten ist. Diesen Gruppen der sozial, seelisch und materiell Entwurzelten ist nicht mit einer Scheibe Brot, einem Anzug, nicht einmal mit einem guten Wort geholfen.“

Der Aufruf begründete eine teilweise Abkehr von den bislang praktizierten Hilfslieferungen und setzte auf ein Konzept, das den Hilfsbedürftigen eine Perspektive für die Zukunft bieten sollte. 

„Hilfe muss Rettung und Rehabilitierung werden. Die Aufgabe, der wir gegenueberstehen, laesst sich in wenigen Worten so zusammenfassen: Wir muessen die hilflosen Krueppel und die Fluechtlingsweisen wieder heimisch und bodenstaendig machen, wir muessen sie eingliedern in die Gemeinschaft als vollwertige Mitglieder durch Beruf und ARBEIT. Denn nur der berufstaetige, der arbeitende Mensch kann auf eigenen Fuessen stehen, nur er ist frei von Furcht, nur er ist FREI.“

Der Ausschuss verweist auf die Pläne des USC für ein Berufserziehungsheim in der Nähe von Braunschweig, auf Berufsumschulungsanstalten in Ostfriesland, die zu Produktionsgemeinschaften ausgeweitet werden sollen, und auf eine Traininingsfarm in Schleswig-Holstein, auf der junge Vertriebene landwirtschaftlich oder handwerklich geschult werden sollen. Zur Realisierung dieser Pläne stehe geschultes Personal zur Verfügung, doch was fehlt, seien die finanziellen Mittel. Deshalb bittet der Ausschuss in seinem explizit an die deutschsprachigen Unitarier gerichteten Aufruf um materielle Unterstützung und Mitwirkung „an dieser wichtigen und schoenen Aufgabe der Menschlichkeit“, die vor allem jungen Menschen zugutekommen soll. Denn: „Waehrend wir ihnen helfen, helfen wir auch dem Wirtschaftskoerper als Ganzem; wir erleichtern die Last der Wohlfahrtsorganisationen, die infolge mangelnder Mittel dem Problem nicht gewachsen sind; und wir versorgen den Arbeitsmarkt mit geschulten Kraeften. Beides ist dringend noetig.“
Unter Mitwirkung von Marianne Welter initiierte das USC ein Education and Child Care Institute in Germany, bei dem das USC mit der Arbeiterwohlfahrt kooperierte. Die Idee für dieses Institut, das später auch unter dem Begriff Sommerinstitut bekannt wurde, entstand im Mai 1948 in einem Gespräch zwischen Welter, Helen Fogg (USC), Lotte Lemke und Emma Schulze (AWO Hannover). Ausgangspunkt des Gesprächs war die Überlegung, dass die inzwischen wieder für die AWO arbeitenden Kindergärtnerinnen und Sozialarbeiter nach der durch die Nazi-Herrschaft verursachten Stagnationsperiode „frische menschliche Kontakte und neue Ideen und Einsichten brauchten, um mit allen Schwierigkeiten ihrer Arbeit wirkungsvoll zu kämpfen“. 
Zwischen Juli und September 1949 fanden mehrere Kurse in Vöhl statt. Dem Leitungsteam gehörten neun Amerikanerinnen und Amerikaner an (darunter die schon genannten Welter und Fogg) sowie sieben Deutsche (auch hier die schon genannten Lemke und Schulze und ebenfalls Marie Juchacz). Der Erfolg des ersten Jahres führte dazu, dass die Kurse auch in den Jahren 1950, 1951, 1952 und 1953 abgehalten wurden. Mit dem von AWO und USC gegründeten Arbeitskreis Soziale Fortbildung sollten die Kurse dann von 1954 an ganzjährig fortgeführt werden. Ruth Bang übernahm die Leitung des Arbeitskreises, der in Bremen angesiedelt war. Um 1955 zieht sich das USC aus der Kooperation zurück.
Was von diesen Plänen Wirklichkeit geworden ist, ist nicht bekannt.

## Weitere Schwerpunkte der USC-Arbeit
Das USC war mit seiner Arbeit keineswegs auf Europa oder Deutschland beschränkt. 1947 wurde das Texas Migrant Workers Project gegründet, um in ausgebeuteten Gemeinschaften für die Kinderbetreuung, Bildung und Ernährung zu sorgen. Dem folgte 1954 in Korea ein Bildungsprogramm für Sozialarbeiter und im gleichen Jahr die Gründung des Navajo Community Center in Gallup, um das bedrohte Volk der Navajos mit sozialen Dienstleistungen und Bildungsmöglichkeiten zu unterstützen.
1955 wurde in Wien ein Hilfsprojekt gestartet, das ungarischen Flüchtlingen nach dem Ungarnaufstand half. Diese Arbeit wurde vom USC bis in die 1960er Jahre hinein fortgesetzt. 1958 wurde in Nigeria ein Gesundheits- und Gemeindeentwicklungsprojekt eingerichtet, und in Georgia und Florida startete das USC 1960 Desegregationsprojekte zur Aufhebung der Rassentrennung. Das USC nimmt für sich in Anspruch, „eine herausragende Rolle in der Bürgerrechtsbewegung der 1960er Jahre“ gespielt zu haben.
1963 fusionierte das USC mit dem Universalist Service Committee zum Unitarian Universalist Service Committee (UUSC). Das weiterreichende Aufgabengebiet der neuen Organisation erstreckte sich in der Folge ebenso auf internationale Kriseninterventionen und Entwicklungshilfemaßnahmen, als auch auf die Unterstützung in zivilgesellschaftlichen Auseinandersetzungen in den USA.

## Nachweise
1. 1 2  HAIM GENIZI: CHRISTIAN CHARITY: THE UNITARIAN SERVICE COMMITTEE'S RELIEF ACTIVITIES ON BEHALF OF REFUGEES FROM NAZISM, 1940–5, in: Holocaust and genocide studies,  Oxford University Press, Volume 2, Issue 2, 1987, Pages 261–276. „The Unitanan Service Committee (USC) was one of a number of American Christian organizations which aided refugees, mostly Christians, during the Nazi period. Although modelled somewhat after the Quakers' American Friends Service Committee, the USC differed from this group in its opposition to neutrality and openly expressed support for the Allied cause despite its late start (1940) in overseas work, the USC was very energetic and creative in aiding refugees.“
2. ↑  Bernd-Rainer Barth, Werner Schweizer (Hrsg.): Der Fall Noel Field. Berlin 2005, S. 173.
3. ↑  Christian Charity: The Unitarian Service Committee’s Relief ... (PDF)
4. ↑  Symbol des USC (Memento vom 20. Dezember 2006 im Internet Archive)
5. ↑  Bundesarchiv Koblenz - N 1374: Nachlass Hermann Ebeling
6. 1 2 3  Deutschland-Ausschuss des USC, Chicago 1949, in: Bundesarchiv, N 1374 - Nachlass Hermann Ebeling
7. ↑  Helen Fogg: Internationale Zusammenarbeit
8. ↑  Volker Jörn Walpuski (2024): Zwischen Restauration und Inneren Reformen. Cora Baltussens transnational kontextualisiertes Leben und Wirken als Beitrag zur Entwicklung der Supervision in der Bundesrepublik Deutschland in den 1960er Jahren. Weinheim: Beltz Juventa (Edition Soziale Arbeit). ISBN 978-3-7799-7677-6, insbesondere Seite 252 f.
9. 1 2 3  Zeittafel zur Geschichte des USC (in englischer Sprache)